# Сельское поселение Усолье
Сельское поселение Усолье  — муниципальное образование в Шигонском районе Самарской области.
Административный центр поселения — село Усолье.

## Население
| 2010  | 2012  | 2013  | 2014  | 2015  | 2016  | 2017  |
| ----- | ----- | ----- | ----- | ----- | ----- | ----- |
| 2024  | ↗2028 | ↗2040 | ↘2025 | ↗2037 | ↘2028 | ↘1999 |
| 2018  | 2019  | 2020  | 2021  |       |       |       |
| ↘1982 | ↘1947 | ↘1926 | ↘1654 |       |       |       |

## Состав сельского поселения
| № | Населённый пункт | Тип населённого пункта       | Население |
| - | ---------------- | ---------------------------- | --------- |
| 1 | Актуши           | село                         | 60        |
| 2 | Карловка         | село                         | 23        |
| 3 | Усолье           | село, административный центр | ↘1941     |